# Okręg wyborczy Ealing South
Okręg wyborczy Ealing South powstał w 1950 r. i wysyłał do brytyjskiej Izby Gmin jednego deputowanego. Okręg obejmował Municipal Borough of Ealing w zachodnim Londynie. Został zlikwidowany w 1974 r.

## Deputowani do brytyjskiej Izby Gmin z okręgu Ealing South
- 1950–1958: Angus Maude, Partia Konserwatywna
- 1958–1974: Brian Batsford, Partia Konserwatywna